# Sztuka algorytmiczna
Sztuka algorytmiczna – forma sztuki wykorzystująca powtarzalność danej struktury, przewidywalnej matematycznie, nawiązującej do mechanicznego lub komputerowego procesu wytwarzania obrazu, dźwięku lub obiektu. Niekiedy zdarza się, że pojęcie sztuki generatywnej bywa bliskoznaczne ze sztuką algorytmiczną, jednak w sztuce generatywnej istotną cechą jest skupienie uwagi na powstawaniu dzieła, które jest efektem operacji komputerowych lub maszynowych.

## Algoryści
Nieformalną grupą, identyfikującą  swą działalność z nowym medium byli twórcy nazywający się w późniejszym czasie algorystami. Nazwa oznaczała osobę, która zajmowała się algorytmami. Początki działalności twórców identyfikujących się jako the Algorists, zaczęły około 1970 roku, kiedy komputery zaczęły służyć do użytku indywidualnego.

## Członkowie
Do wczesnej grupy twórców należeli m.in. Jean Pierre Hebert, Manfred Mohr, Roman Verostko i Mark Wilson.
Za najbardziej wpływowego artystę, pioniera w sztuce generowanej komputerowo uznaje się, urodzonego w Niemczech, Manfreda Mohra. Mohr rozpoczął swoją karierę jako muzyk jazzowy i abstrakcyjny ekspresjonista, aby później odwrócić się od malarstwa tradycyjnego w stronę sztuki generowanej komputerowo. Na jego decyzję miały wpływ teorie niemieckiego filozofa i semiotyki Maxa Bense'a, rozwinięte w latach 50. i 60. XX wieku.